# Propano
Il propano è un idrocarburo alifatico di formula CH3CH2CH3 appartenente alla serie degli alcani lineari saturi. A temperatura ambiente ed a pressione atmosferica standard (1 atm a 20-25 °C) il composto appare come un gas incolore ed inodore, che può essere tuttavia facilmente liquefatto per compressione. 
Poco solubile in acqua, acetone e parzialmente in etanolo a causa della sua natura apolare, risulta invece ben miscibile con dietiletere, cloroformio e benzene. Il propano è presente in natura come componente del gas naturale e del petrolio grezzo, da cui viene estratto per distillazione frazionata, ed è inoltre il costituente principale del gas di petrolio liquefatto (GPL), miscela idrocarburica comunemente ottenuta dal petrolio largamente utilizzata come combustibile.

## Sintesi
Trattandosi di un gas presente in natura, il propano non viene di norma sintetizzato industrialmente, ma è preferibilmente ottenuto per estrazione dal petrolio o dal gas naturale. Ad ogni modo esistono diverse reazioni che prevedono la formazione di propano come prodotto finale, come ad esempio l'idrogenazione del propilene:
CH3-CH=CH2 + H2 → CH3-CH2-CH3
Di seguito altre reazioni secondarie che portano alla formazione di propano:
CH3-CH2-CH2-X + H2 → CH3-CH2-CH3 + HX
CH3-CH≡CH  + 2H2 → CH3-CH2-CH3
C3H7MgX + HX → CH3-CH2-CH3 + MgX2
Il composto rappresenta inoltre un comune residuo del processo di cracking degli idrocarburi pesanti, processo atto ad ottenere idrocarburi semplici a partire da molecole più complesse.

## Reattività
La reazione più importante del propano è sicuramente la combustione, ovvero la reazione esotermica che prevede l'ossidazione del composto ad opera dell'ossigeno molecolare, il comburente per eccellenza:
CH3CH2CH3 + 5O2 → 3CO2 + 4H2O + energia

## Utilizzi
Il propano trova svariati impieghi in molteplici ambiti, sia puro che in miscela, tendenzialmente con altri idrocarburi. Viene principalmente utilizzato come combustibile, come mezzo refrigerante (identificato dal codice R-290 secondo il sistema di nomenclatura ASHRAE dei refrigeranti) e come carburante in miscela con altre sostanze, prime tra tutte il butano. Oltre al suo utilizzo come carburante e refrigerante, Il composto trova impiego a livello industriale anche come solvente, come propellente e come intermedio di reazione nelle sintesi organiche. La relativa assenza di tossicità, inoltre, fa sì che la sostanza possa essere utilizzata anche in medicina come propellente per inalatori destinati alla somministrazione di principi attivi in forma di aerosol. A causa del suo basso prezzo e abbondanza, la conversione del propano in monomeri (propilene, acido acrilico) è intensamente studiata.